# Rakai (ville)
Rakai est une ville dans la Région du centre de l'Ouganda. C'est le chef-lieu du District de Rakai. D'autres villes du district sont Kalisizo, Kyotera Kakuuto et Mutukula.

## Géographie
La ville la plus proche est Kyotera, situé à environ 20 km au nord-est. Rakai est à une cinquantaine de kilomètres au nord de la frontière avec la Tanzanie et à environ 200 km de Kampala, la capitale de l'Ouganda. Les coordonnées de Rakai sont 0°42'36.0"S, 31°24'18.0"E (Latitude:-0.7100, Longitude:31.4050).

## La Population
Le recensement national de 2002 estime la population de la ville à environ 5,920 personnes. L'Uganda Bureau of Statistics (UBOS) a estimé que la population à la mi-2010 serait de 6 900 personnes et de 7 000 habitants à la mi-2011. Durant le recensement national du 27 août 2014, 7592 personnes ont été dénombrées.